# سیارک ۲۴۲۶۹
سیارک ۲۴۲۶۹ (به انگلیسی: 24269 Kittappa، نامگذاری:1999XL157) بیست و چهار هزار و دویست و شصت و نهمین سیارک کشف شده‌است که در ۸ دسامبر ۱۹۹۹ کشف شد.
قدر مطلق سیارک برابر ۱۴.۸ است.